# 博尔肯
博尔肯（德語：Borken，發音：[ˈbɔʁkn̩] ⓘ）是德国北莱茵-威斯特法伦州明斯特行政区博尔肯县的城市，也是博尔肯县的县治，面积152.97平方千米，2023年12月31日人口为43,589人。